# 納姆班傑戰役
納姆班傑戰役是第一次世界大戰東非戰役中英德間的一場小戰役，發生於1917年3月13日並牽涉到第1東非師。數股英軍單位收到指令，攻擊駐紮在納姆班傑附近的德軍。但德軍先前已偵查到英軍的推進，因此能有所應對並擊退英軍。

## 註腳
1. ↑  Chappell, Brad. . Ravi Rikhye. 2008-07-01: 398. ISBN 9780977607273.
2. ↑  Moyse-Bartlett 2012，第360–頁.

## 外部連結
- 1st East African Division (archived version)

8°42′33″S 38°36′01″E / 8.709063°S 38.600262°E